# Мы будто персонажи
Мы будто персонажи — второй студийный альбом певицы Гречки, вышедший 9 ноября 2018 года на лейбле RDS Records. В альбом вошло восемь композиций (длительностью около получаса) об эмоциональных переживаниях, о дружбе и любви. Продюсером альбома стал Александр Ионов. Некоторые треки, такие как «Картина» и «Твои руки» певица уже исполняла ранее, но не выпускала официально. Сама певица сравнивает новую работу с творчеством группы Coldplay, об этом она рассказала в интервью «Афише». Гречка объявила о концертном туре для нового альбома из 55 концертов, но позже тур был полностью отменён по вине организаторов, как заявляет сама исполнительница.

## История
В начале лета 2018 года Гречка решила поискать новую команду для записи пластинки. В этом помог менеджер певицы Никита Бреснев. Обложку альбома придумала сама певица, а сфотографировала Люба Чиркова, продюсер клипов Пошлой Молли. Альбом был записан на известной в Санкт-Петербурге студии — Galernaya 20.
Мы досвели пластинку, слушаю ее и понимаю, что получилось полное говно. Хотелось упасть на пол и рыдать.Гречка (певица)
Потом, наблюдая за реакцией других людей о альбоме, Гречка всё-таки решилась выпустить альбом.

## Критика
Алексей Мажаев из Intermedia поставил альбому 3 из 5 звёзд, сказав:
Судя по звучанию диска «Мы будто персонажи», Гречка последовала только одному совету: «Играй странно»
Искры таланта настойчиво пробиваются даже через трудно выносимую подачу.
Редакция The Flow отметила, что «аранжировки зазвучали серьёзнее», и что «дух молодости тут ощутим всё так же ярко». Афиша Plus сказала, что «в целом аранжировки Гречки стали спокойнее, но их панковская основа сохранилась».

## Длительность
Данные были взяты из цифрового сервиса Яндекс. Музыка.
| №                   | Название                    | Длительность |
| ------------------- | --------------------------- | ------------ |
| 1.                  | «Твои руки»                 | 3:21         |
| 2.                  | «Хочем»                     | 2:58         |
| 3.                  | «Картина»                   | 2:48         |
| 4.                  | «Взлетаешь»                 | 2:31         |
| 5.                  | «Кем же мы стали»           | 3:06         |
| 6.                  | «Мы просто с других планет» | 3:46         |
| 7.                  | «Школа для дураков»         | 2:40         |
| 8.                  | «Юные мечтатели»            | 4:33         |
| Общая длительность: | Общая длительность:         | 25:43        |